# Шовкопряд шовковичний
Шовковичний шовкопряд, або Тутовий шовкопряд (Bombyx mori) — метелик з родини шовкопрядів справжніх. 
На стадії гусені шовковичний шовкопряд завиває кокони, виділяючи нитку завдовжки 400 — 1 400 м. Використовують шовковичного шовкопряда у шовківництві.
Опис
Відносно великий метелик з розмахом крил 40-60 мм. Вусики самця сильно гребінчасті, самки - гребінчасті. Метелики з коротким, густо опушеним тілом та широкими крилами. Тіло відносно масивне, товсте, вкрите густими волосками. Забарвлення крил брудно-біле з більш-менш виразними бурими перев'язями. Передні крила із виїмкою на зовнішньому краї за вершиною. Зазвичай виражена дискальна пляма. Крила розвинені, порівняно невеликі. Під час стану спокою метелики підвертають задні крила під передні, таким чином, що їх майже не видно. Передні крила виїмчасті по зовнішньому краю, із серповидною вершиною. 
Задні крила невеликі, заокруглені, з короткою бахромою. Ноги короткі та сильні. Метелики тутового шовкопряда, по суті, практично втратили здатність літати. Особливо малорухливі самки. Ротові органи рудиментарні та протягом свого життя комахи не харчуються (афагія), живучи виключно за рахунок запасу поживних речовин, накопичених на стадії гусениці.

## У харчуванні

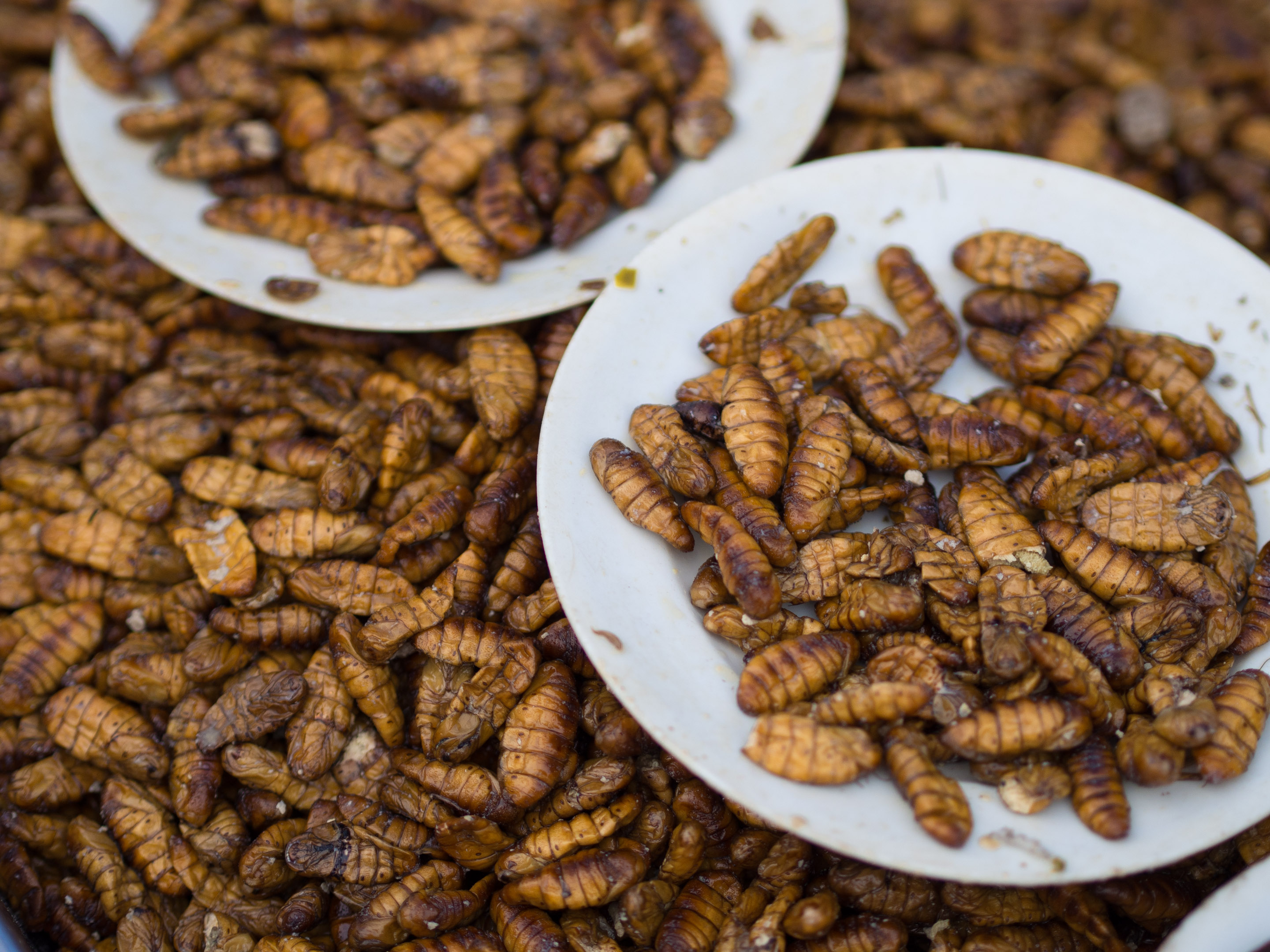
Смажені лялечки в Таїланді

Лялечки шовкопрядів вживають у Кореї (беондегі) та Таїланді (Туа май тхрот) як вуличну їжу.